# James Tyrrell
Sir James Tyrrell (* um 1455; † 6. Mai 1502) war ein englischer Ritter und ein loyaler Gefolgsmann des Königs Richard III. Er ist dafür bekannt, dass er angeblich die Morde an den Prinzen im Tower auf Befehl Richards gestanden hat. In seinem Drama Richard III von 1593 stellt William Shakespeare Tyrrell als den Mann dar, der die Morde an den Prinzen organisiert.

## Familie
James Tyrrell war der älteste Sohn von William Tyrrell of Gipping in Suffolk und Margaret Darcy, der Tochter von Robert Darcy of Maldon, und der Enkel von Sir John Tyrrell († 1430).
Nachdem ein angebliches Komplott zur Ermordung Eduards IV. aufgedeckt worden war, wurden James Tyrrells Vater am 23. Februar 1462 auf dem Tower Hill enthauptet, zusammen mit Sir Thomas Tuddenham und John Montgomery; John de Vere, 12. Earl of Oxford und seinen ältester Sohn und Erbe Aubrey traf das gleiche Schicksal am 26. bzw. 20. Februar. Von den Prozessen gegen die mutmaßlichen Verschwörer sind keine Aufzeichnungen erhalten, die Aufschluss darüber geben könnten, ob und welche Rolle Tyrrells Vater bei der angeblichen Verschwörung gespielt hat. Er verlor nicht die Ehrenrechte (und damit nicht seine Titel und Güter), die Vormundschaft für seinen ältesten Sohn und Erben sowie das Sorgerecht für seine Ländereien wurden Cecily Neville, Herzogin von York, übertragen, die sie bereits im März 1463 für 50 £ an die Witwe William Tyrrells verkaufte.

## Karriere
James Tyrrell kämpfte auf der Seite des Hauses York in der Schlacht von Tewkesbury am 4. Mai 1471 und wurde dort von Edward IV. zum Ritter geschlagen. Wenige Monate später trat er in die Dienste des zukünftigen Richard III., der damals Duke of Gloucester war. Nach der Machtübernahme Richards III. wurde er 1484 zum High Sheriff of Cornwall ernannt. Am 22. Januar 1485 ernannte Richard III. ihn zum Lieutenant von Guînes, das zum englischen Besitz Calais gehörte (die Pergamenturkunde mit dem Großes Siegel sind heute im Besitz der Richard III Society), so dass er nicht an der Schlacht von Bosworth (22. August 1485) teilnahm, die das Ende des Hauses York und den Beginn der Tudor-Dynastie einläutete.
1486 kehrte er nach England zurück und wurde von König Heinrich VII. am 16. Juni und erneut am 16. Juli begnadigt – weswegen Sir Clements Markham der Ansicht war, dass die Ermordung der Prinzen zwischen diesen beiden Tagen stattfand. Im gleichen Jahr ernannte Heinrich VII. James Tyrrell erneut zum Gouverneur von Guînes.
Im Jahr 1501 unterstützte Tyrrell jedoch Edmund de la Pole, 3. Duke of Suffolk, den führenden Yorker Anwärter auf den englischen Thron, der sich freiwillig im Exil befand – und im Frühjahr 1501 schickte Heinrich VII. Thomas Lovell nach Guînes, um Tyrrell und andere, darunter Tyrrells Sohn Thomas, zu verhaften.
Tyrrell wurde wegen Hochverrats angeklagt, am 2. Mai 1502 in der Guildhall in London vor Gericht gestellt, zum Tode verurteilt und vier Tage später, am 6. Mai, zusammen mit einem seiner Komplizen bei der Unterstützung von Suffolk, Sir John Wyndham, hingerichtet. Tyrrell wurde in der Kirche der Austin Friars in London beigesetzt. Am 25. Januar 1504 wurden ihm die Ehrenrechte aberkannt, was aber drei Jahre später, am 19. April 1507, wieder rückgängig gemacht wurde.

## Die Prinzen im Tower
Einige Jahre nach Tyrrells Hinrichtung behauptete Sir Thomas Morus in seiner „History of King Richard III“, dass Tyrrell während seiner Vernehmung die Morde an König Eduard V. und seinem Bruder Richard of Shrewsbury, 1. Duke of York, den beiden Prinzen im Tower, gestanden habe. Morus zufolge beschuldigte er auch John Dighton als Täter, und Dighton bestätigte bei seiner Vernehmung Tyrrells Darstellung. Er konnte jedoch nicht sagen, wo sich die Leichen befanden, da er behauptete, sie seien umgebettet worden. Das Originaldokument von Tyrrells angeblichem Geständnis wurde nie vorgelegt. In anderen zeitgenössischen Berichten, insbesondere in dem von Polydor Vergil, wird das Geständnis jedoch nicht erwähnt. Sollte das Geständnis jemals abgelegt worden sein, so wurde es wahrscheinlich während oder nach der Folter aufgenommen.
Die elisabethanischen Chroniken entwickelten Morus‘ Erzählung von Tyrrell und den Prinzen im Tower weiter. Richard III. übergab danach James Tyrrell und Sir Thomas Tyrell (von „brethren of blood“, Blutsbrüdern ist die Rede) die Schlüssel zum Tower. James Tyrell „plante, dass sie in ihren Betten ermordet werden sollten“, und beauftragte Miles Forrest und John Dighton, sie zu ersticken. Den Chroniken zufolge überwachte Tyrell die Beerdigungen „at the stayre foote, metely depe in the grounde under a great heape of stones“. Tyrell meldete die Beerdigung an Richard III., der anordnete, sie heimlich an einem anderen Ort zu begraben. Forrest „verrottete elendig“ in St. Martin's Le Grand und Dighton lebte in „großem Elend“ in Calais.

## Ehe und Familie
1469 heiratete James Tyrrell Anne Arundel, die Tochter von John Arundell of Lanherne aus dessen Ehe mit Elizabeth Morley, Tochter von Thomas, Lord Morley, mit der er drei Söhne und eine Tochter hatte:
- Sir Thomas Tyrrell († 1551) of Gipping; ⚭ Margaret Willoughby, Tochter von Christopher Willoughby, 10. Baron Willoughby de Eresby; sie sind die Eltern von Sir John Tyrrell († 1574), ⚭ Elizabeth Munday, Tochter von Sir John Munday († 1537), Lord Mayor of London, und von Anne Tyrrell, ⚭ Sir John Clere of Ormesby.[11][12][13]
- James Tyrrell († 1539) of Columbine Hall in Stowupland; ⚭ Anne Hotoft[14][15]
- William Tyrrell[14]
- Anne Tyrrell; ⚭ Sir Richard Wentworth († 1528) of Nettlestead (Suffolk); ihr Sohn ist Thomas Wentworth, 1. Baron Wentworth (1501–1551)[16]

## Aktuelle Diskussion
In einer Fernsehsendung, die am 21. März 2015 erstmals auf Channel 4 im Vereinigten Königreich ausgestrahlt wurde, gab der Historiker David Starkey seine Entdeckung in den königlichen Aufzeichnungen bekannt, dass sowohl Heinrich VII. als auch seine Frau Elizabeth, die Schwester von Eduard V. und Richard of York, während Tyrrells Prozess anwesend waren.
Zeitgenössische Dokumente, die die Wissenschaftlerin Rosemary Horrox gefunden hat, belegen, dass der König und die Königin während Tyrrells Prozess, der nicht im Tower selbst stattfand, in den königlichen Gemächern im Tower untergebracht waren.
Im Jahr 2024 erklärte Professor Tim Thornton von der University of Huddersfield, dass es sich bei einer Kette, die Edward V. gehörte und im Testament von Margaret Capel, Tyrrells Schwägerin, erwähnt wurde, um eine Amtskette handelte, und untermauerte damit die Behauptung, dass Tyrrell in den Mord verwickelt war.